# 国際原子力開発
国際原子力開発株式会社（こくさいげんしりょくかいはつ）は、日本国内の電力会社9社、メーカー3社、産業革新投資機構が出資して、原子力発電新規導入国における原子力発電プロジェクトの受注に向けた提案活動、および関連する調査業務等を行う会社である。

## 概要
経済産業省が音頭を取り、日本国外における原子力発電所の建設に関わる受注窓口の一本化を狙って設立された。当面は、現在ベトナムが建設を計画中の原子力発電所（ニントゥアン第二原子力発電所）の受注に向けた各種活動を行っていく方針である。

## 沿革
- 2010年7月6日 - 設立準備室を設置。[3]
- 2010年10月22日 - 会社設立。
- 2012年6月27日 - 東京電力が原発輸出事業からの事実上撤退を表明。

## 株主
設立時点での株主構成は以下の通り。
- 電力会社
  - 東京電力(20％)
  - 関西電力(15％)
  - 中部電力(10％)
  - 北海道電力(5％)
  - 東北電力(5％)
  - 北陸電力(5％)
  - 中国電力(5％)
  - 四国電力(5％)
  - 九州電力(5％)
- メーカー
  - 三菱重工業(5％)
  - 日立製作所(5％)
  - 東芝(5％)
- その他
  - 産業革新機構(10％)